# Агьея
Агьея (*अज्ञेय, 7 березня 1911 —4 квітня 1987) — індійський поет, письменник, журналіст, викладач.

## Життєпис
Походив з родини вчених. Син археолога та викладача Гірананда Ватсьяяна. Народився у с. Кушинагар (об'єднані провінції Агри та Ауда) під час археологічної експедиції батька. При народженні отримав ім'я Саччідананд. Замолоду під впливом батька вивчив санскрит, перську, англійську та бенгальську мови, був знайомий з найкращими зразками літератури. В цей час подорожував разом з родиною містами Ґоракхпур, Лакхнау, Наланда, Удупі, Мадрас, Джаландхар, Джамму, Срінаґар.
У 1927 році закінчив Християнський коледж у Мадрасі, а у 1929 році отримав ступінь бакалавра у Християнській школі Формана у Лахорі. Тоді ж поступив до Пенджабського університету. Незабаром брав участь у науковій експедиції до Кашміру.
Втім у 1930 році за участь в антибританському опозиційному русі був ув'язнений та виключений з університету. Знаходився у в'язницях Лахору та Делі до 1933 року, потім у 1933–1935 року перебував під домашнім арештом. в цей час починає займатися літературною діяльністю.
У 1936 році, через рік після звільнення, почав реадгувати журнал Сайнік в Агрі, а потім журнал Вішал Бхарат у Калькуті. Водночас стає членом Асоціації прогресивних письменників, а спочатку війни з Німеччиною у 1941 році долучається до антифашистського фронту. В 1943 році поступає добровольцем до Індійською союзної армії (воювала проти японців, у лавах якої перебував до 1946 року.
Після демобілізації, у 1947 році починає редагувати літературний журнал «Пратек» в Алахабаді. Водночас співпрацює з місцевим радіо. З 1951 року переходить до журналу «Вак» У цей час багато подорожує Індією.
У 1961 році запрошується з лекціями до Каліфорнійського університету (Берклі, США), де перебував до 1964 року. По поверненню до Індії у 1965 році засновує щотижневик «Дінаман», який очолював до 1968 року.
Тоді ж організує власну літературну подорож Європою до 1969 року, коли знову повертається до Каліфорнійського університету як професор. У червні 1970 року переїздить до Нью-Делі, де у 1973–1974 році працює головним редактором журналу «Ная Пратек».
У 1976 році як запрошений професор протягом 8 місяців викладає у Гейдельберзькому університеті (Німеччина). У 1977 році запрошується завідувачем кафедри порівняльного літературознавства у Джодхпурському університеті (Раджастхан, Індія).
З 1977 до 1980 році очолює щоденну газету «Навбхарат Таймс». Незабаром остаточно оселяється в Нью-Делі, де й помирає 4 квітня 1987 року

## Творчість
Його псевдо «Агьея» (з 1933 року) значить «Незбагнений». Був провісником модернистської течії в індійській літературі. багато зробив для відродження дещо позабутих поетів. Видав три значні антології поезії: «Семериця струн», «Друга семериця», «Третя семериця».
Відомий також перекладав творів індійських авторів англійською мовою, а також творів всісвітнього відомих поетів та письменників мовою гінді.

## Поезія (збірки)
- «Переможений вісник», 1933 рік
- «Роздум», 1942 рік
- «Досить», 1946 рік
- «На мить на зеленій траві», 1949 рік
- «Божевільний мисливець», 1954 рік
- «Ці розтоптані веселки», 1957 рік
- «Арі О'Каруна Прабхамай», 1959 рік
- «Двері поперек двору», 1961 рік
- «Золоті водорості», 1965 рік
- «Перед-», 1965 рік
- «Стільки разів і стільки човнів», 1965 рік
- «Тому що я знаю його», 1969 рік
- «Морські настрою», 1970 рік
- «Спершу я плету байдужість», 1973 рік
- «Під Великим Деревом», 1977 рік
- «Тінь на закруті річки», 1982 рік

## Проза
- «Шекхар», роман у 3 частинах (остання не видана)
- «Острови на річці», роман
- «Кожному свій незнайомець», роман
- «Заблукла», збірка оповідок
- «Традиція», збірка оповідок
- «Біженці», збірка оповідок
- «Барахкхамбха», збірка оповідок

## П'єса
- Уттар Пріядарші

## Мемуари
- Бхаванті
- Антара
- Шашваті
- Шеша
- Кавіман

## Нагороди
- премія Індійської Національної академії літератури, 1964 рік
- премія «Джнянпітх», 1978 рік
- премія «Золотий вінець», 1983 рік